# Herpetogramma stultalis
Herpetogramma stultalis là một loài bướm đêm trong họ Crambidae.